# Théodote Ier Cassitéras
Théodote Mélissène « Cassitéras » (c'est-à-dire « l'étameur ») est un patriarche de Constantinople sous le nom de Théodote Ier Cassitéras du 1er avril 815 à sa mort en janvier 821.

## Carrière
Il était le fils du patrice Michel Mélissène (famille Mélissène), un proche de l'empereur iconoclaste Constantin V, qui fut nommé stratège du thème des Anatoliques en 766/767 et qui épousa une sœur d'Eudocie, troisième épouse de Constantin V, couronnée Augusta en 768. Théodote était donc neveu de l'impératrice Eudocie. Un Michel Mélissène est aussi signalé comme patrice sous l'empereur Michel Rhangabé. Avant son accession au patriarcat, Théodote, fonctionnaire laïc, portait le titre de spatharocandidat dans la hiérarchie palatine.
Le 13 mars 815, l'empereur Léon V l'Arménien, résolu à rétablir l'iconoclasme comme doctrine religieuse officielle, mais se heurtant au refus du patriarche Nicéphore Ier, le déposa à la suite d'une émeute populaire « spontanée » contre le palais patriarcal, et l'exila en Bithynie. Jusque-là, les ecclésiastiques qui avaient été en pointe, depuis le printemps 814, dans l'opération de rétablissement de l'iconoclasme avaient été Jean le Grammairien, alors higoumène du monastère urbain Saints-Serge-et-Bacchus, et Antoine Cassymatas, évêque de Syllaion en Pamphylie. Théodote Mélissène dut sa nomination au patriarcat à son illustre parenté, qui le rattachait au glorieux empereur Constantin V, dont le souvenir, après les désastres subis contre les Bulgares en 811 et 813, sous-tendait l'entreprise de retour à l'iconoclasme.
Investi de sa charge le 1er avril 815, Théodote Ier présida au cours de ce mois, dans la cathédrale Sainte-Sophie, un concile purement byzantin, sans prétention œcuménique, qui annula le IIe concile de Nicée et rétablit officiellement l'horos du concile de Hiéreia. Ce tournant de la politique religieuse rencontra peu d'opposition visible, même dans le clergé, sauf celle de Théodore Studite, qui envoya des lettres partout pour appeler à la résistance et fut immédiatement arrêté et incarcéré dans une forteresse en Bithynie, d'Euthyme de Sardes et de quelques autres figures du monde monastique. L'empereur et le patriarche s'employèrent à rallier les opposants un à un, et la correspondance angoissée de Théodore Studite, dans la période suivante, montre qu'il ne resta bientôt plus qu'une poignée d'opposants irréductibles, d'ailleurs persécutés et incarcérés.
La littérature postérieure, de parti-pris iconodoule, a transmis une image très négative de ce patriarche, accusé notamment d'entretenir un train de vie très mondain, et d'organiser au palais patriarcal des réceptions frivoles, peu compatibles avec sa charge. Après l'assassinat de Léon V (25 décembre 820), il couronna Michel le Bègue, sorti de prison et acclamé par ses partisans. Il mourut au cours du mois suivant.